# Juan Ballesta
Juan Ballesta (Almería, 1935 - Madrid, 2022) es un dibujante español. Además de humorista gráfico, es ilustrador, escritor, periodista, autor de cómics y pintor.

## Biografía
Empieza a publicar en el diario Informaciones de Madrid en 1953. En 1956 sus dibujos humorísticos aparecen en Don José, y más tarde en La Codorniz. En 1958 se traslada a Londres donde estudia en la Saint Martin School of Art al tiempo que publica en periódicos y revistas: Daily Mirror, The Tatler, Lilliput Review, y demás. 
En 1965 viaja a Italia con una beca Juan March para estudiar grabado en Perugia. Se queda en Italia hasta 1978 trabajando en publicidad y colaborando con revistas y editoriales: L’Espresso, Linus, Rizzoli, Panini, Feltrinelli, etc.
En 1978 vuelve a España y se incorpora al Grupo16. Durante los años 1980 y 1990 colabora regularmente en todas las publicaciones del grupo:  Cambio 16, Motor 16, Diario 16. Desde 1979 será también director artístico de Cambio 16 durante unos años. Desde la disolución del Grupo16 se dedica menos al humor y más a la pintura, que es lo que más le apasiona en este momento.
Sus viñetas han sido reproducidas entre otros en Le Monde, Washington Post, Herald Tribune, Courrier International, Paris Match, etc.
Sus obras se pueden ver en el Museo del Humor de Basilea, en la Biblioteca De Documentación Internacional de París, en la Fundación de la Universidad de Alcalá y en el Museo Centro de Arte Faro de Cabo Mayor de Santander. 
Premio Club Internacional de Prensa 2000.
En 2002 ha representado a España en la exposición de humor mundial del Museo de Historia Contemporánea de París. 
Colaboró y colabora con Amnistía International, Reporteros sin Fronteras, Revista Credencial de Bogotá - Colombia, Consejeros, Otros sí, La Ilustración de Madrid, Interviú, etc.

## Obra
Además de satirizar el mundo de la política internacional y nacional se ha dedicado a viviseccionar la vida en pareja.
Libros sobre la pareja:
- LEI E LUI (Glenat Milano 1987, Mondria Ámsterdam 1987).
- LEI E LUI CHE STRESS! (Glenat Milano 1989).
- LA PAREJA QUE COÑAZO (Lumen Barcelona 1991).

Durante más de 20 años ha publicado un chiste sobre coches cada semana en Motor16. Algunos de ellos están recogidos en el libro: TU MI TURBO (Glenat Milano 1990).
Libros para niños:
- Tommy e l’elefante (Emme Milano 1978, Jean-Pierre Delarge Paris 1979, JM Dent &Sons London 1979, Lumen Barcelona 1988).
- Pedro y la mariquita (Glenat Milano 2003, Edebé (editorial) Barcelona 2005).

Como ilustrador:
- Nel paese di borgocitrullo (Emme Milano 1977).
- Las hormigas de la belleza (Novatex Madrid 1985).

Con textos de José Agustín Goytisolo:
- El lobito bueno (Laia Barcelona 1983, Edebé, Barcelona 1992-2006).
- El príncipe malo (Laia Barcelona 1983, Edebé, Barcelona 1992-2006).
- El pirata honrado (Laia Barcelona 1984, Edebé, Barcelona 1992- 2006).

- Datos: Q3187567